# Список науковиць ХХ століття

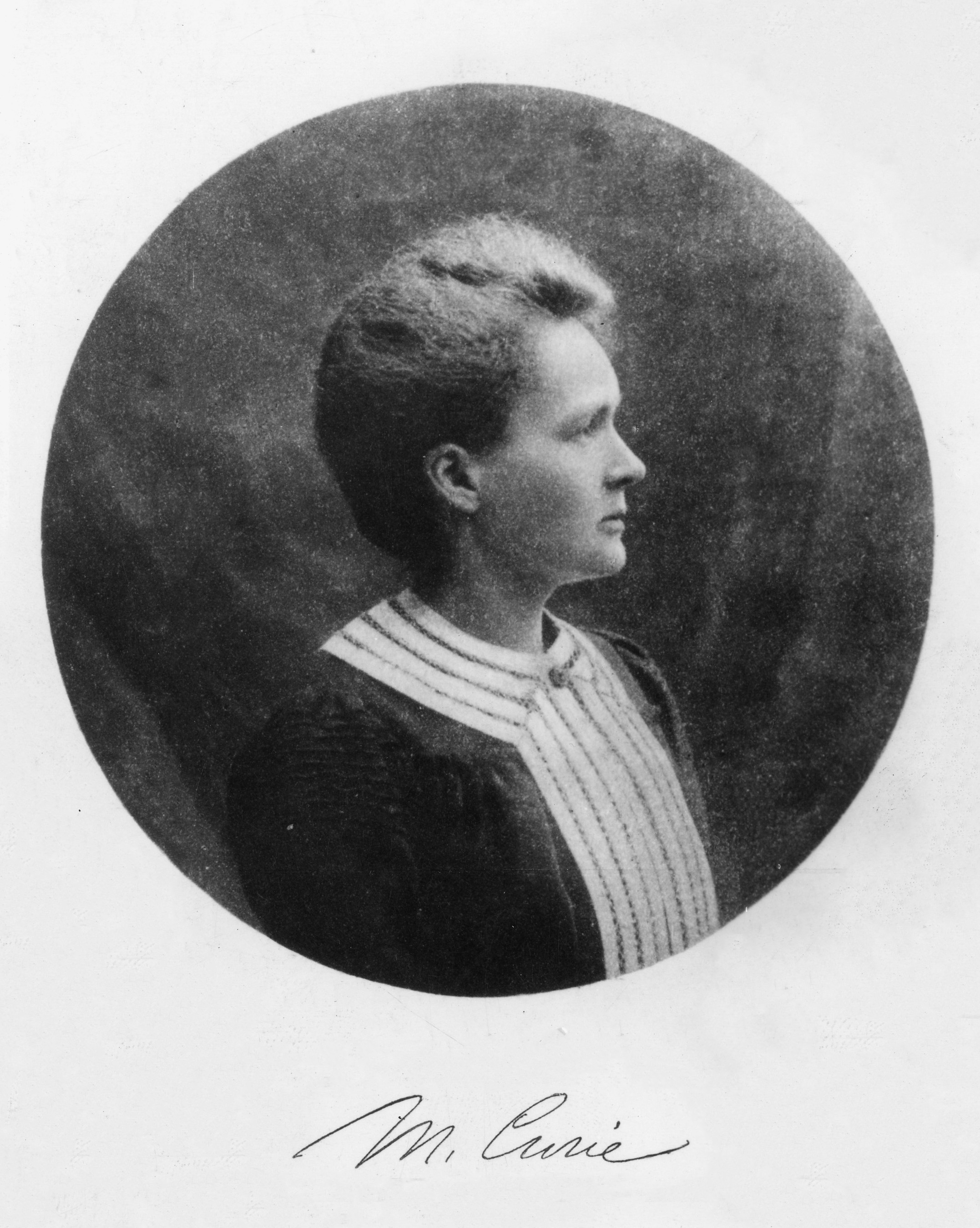
Марія Склодовська-Кюрі

Нижче поданий список жінок-вчених XX століття за алфавітом, який Ви можете доповнювати.

## Антропологія
- Кетрін Бартлетт (1907–2001) — американська антрополог, музейна кураторка
- Рут Бенедикт (1887–1948) — американська антрополог і етнологиня
- Камілла Веджвуд (1901–1955) — британська антрополог
- Діна Дахбані-Мірагліа  (1938 р.) — американська антрополог з єменської лінгвістики
- Алісія Дуссан де Рейхель (1920 р.) — колумбійська антрополог
- Альба Залуар (1942 р.) — бразильська антрополог, спеціалізується на міській антропології
- Маргарет Мід (1901–1978) — американська антрополог
- Грета Мостни (1914–1991) — чилійська антрополог та археолог, народилася в Австрії
- Марджорі Ф. Ламберт (1908-2006) — американська антрополог та археолог
- Доротея Лейтон (1908–1989) — американська соціальна психіатр, засновниця медичної антропології
- Кетрін Луомала (1907–1992) — американська антрополог
- Мілдред Троттер (1899–1991) —  американська антрополог з криміналістики
- Міріам Тільдслі (1883–1979) — британська антрополог
- Зора Ніл Херстон (1891-1960) — афроамериканська письменниця, фольклористка і антрополог

## Астрономія
- Клаудія Александр (1959-2015) — американська дослідниця з геофізики та планетології
- Марія Адела Благог (1858–1944) — британська астроном
- Маргарет Бербідж (1919–) — британська астроном
- Віра Федорівна Газе  (1899–1954) — радянська астроном
- Джулі Вінтер Гансен (1890–1960) — данська астроном
- Енні Джамп Кеннон (1863–1941) — американська астроном
- Доротея Клампке (1861–1942) — американська астроном
- Джанін Коннес — французька астроном
- А. Грейс Кук (1887–1958) — британська астроном
- Шарлотта Мур-Сіттерлі (1898–1990) — американська фізик і астрофізик
- Генрієтта Свон Лівітт (1868–1921) — американська астроном
- Евелін Ліланд (бл. 1870 – бл. 1930) — американська астроном
- Сесілія Пейн-Гапошкіна (1900–1978) — американсько-британська астроном
- Вера Рубін (1928–2016) — американська астроном
- Рубі Пейн-Скотт (1912–1981) — австралійська радіофізик та радіоастроном
- Беатріс Тінслі (1941 — 1981) — новозеландська астроном і космологиня

## Археологія
- Соня Альконіні (1965-) – болівійська археолог
- Біргіт Арреніус (1932 р.) – шведська рхеологиня
- Доротея Бейт (1878–1951) – британська палеонтолог, засновниця архезоології
- Кристал Беннетт (1918–1987) – британська археолог
- Джульєт Клаттон-Брок (1933–2015) – британська зооархеолог
- Елізабет Болдуін Гарленд  – американська археолог
- Дороті Гаррод (1892–1968) – британська археолог
- Одрі Геншалл (1927 р.) – британська археолог
- Кетлін К. Гілмор (1914–2010) – американська археолог
- Марія Ґімбутас (1921–1994) – литовська археолог та етнографиня
- Хетті Голдман (1881–1972) – американська археолог
- Анна Марія Гроот (нар. 1952 р.) – голландська археолог
- Гестер А. Девіс (1930–2014) – американська археолог
- Розмарі Джойс (нар. 1956) – американська археолог
- Маргарет Урсула Джонс (1916–2001) – британська археолог
- Жанет Дікон (1939-) – південно-африканська археолог
- Келлі Діксон – американська археолог
- Елізабет Імс (1918–2008) – британська археолог
- Синтія Ірвін-Вільямс (1936–1990) – американська археолог
- Кетлін Кеньйон (1906–1978) – британська археолог
- Мері Кітсон Кларк (1905–2005) – британська археолог
- Аліса Кобер (1906–1950) – американська археолог
- Маргарет Конки (нар. 1943) – американська археолог
- Джоан Бретон Коннеллі – американська археолог
- Алана Корді-Коллінз (1944–2015) – американська археолог
- Брайон Коулз (народився 1946 р.) – британська археолог
- Розмарі Крамс (1929 р.) – британська археолог
- Фредеріка де Лагуна (1906–2004) – американська етнологиня, антрополог та археолог
- Вініфред Лем (1894–1963) – британська археолог
- Мері Лікі (1913–1996) – британська та кенійська антрополог та археолог
- Анна Маргарита Макканн (1933–2017) – американська археолог та історик
- Ізабель МакБрайд (1934-) – австралійська археолог
- Йоле Бовіо Марконі (1897–1986) – італійська археолог
- Бетті Міан (1933-) – австралійська археолог та антрополог
- Одрі Міні (1931 р.) – британська археолог
- Маргарет Мюррей (1863–1963) – британська єгиптологиня, археолог, антрополог, історик та фольклористка
- Берта Паркер Паллан (1907–1978) – американська археолог
- Ганна Рид (1891–1964) –  шведська археолог та історик
- Шарлотта Робертс (1957 р.н.) – британська археолог
- Маргарет Рул (1928–2015) – британська археолог
- Елізабет Руткай (1926–2009) – австрійська археолог угорського походження
- Елізабет Слейтер (1946–2014) – британська археолог
- Хоанг Тхі Тхан (1944 р.) – в’єтнамська геологічнка інженер та археолог
- Анабель Форд (1951 р.) – американська археолог
- Ейлін Фокс (1907–2005) – британська археолог
- Елісон Франц (1903–1995) – американська археолог
- Гонор Фрост (1917–2010) – археолог
- Перла Фускальдо (1941) – аргентинська археолог
- Дороті Чарльзворт (1927–1981) – британська археолог
- Чжен Чженсян (1929-) – китайська археолог
- Лілі Чітті (1893–1979) – британська археолог
- Вільгельміна Фемстер Яшемські (1910–2007) – американська археолог

## Біологія
- Вандіка Ервандівна Аветісян (нар. 1928) — вірменська ботанік та мікологиня
- Нора Ліліан Алкок (1874—1972) — британська дослідниця з фітопатології
- Джун Алмейда (1930—2007) — шотландська вірусолог
- Жанакі Аммал (1897—1984) — індійська ботанік
- Лінда Бак (1947–) — американська біолог, лауреатка Нобелівської премії з фізіології або медицини (2004) за дослідження «нюхових рецепторів і організації системи органів нюху»[1]
- Івонн Бар (1932–) — британська вірусолог
- Деніз П. Барлоу (1950—2017) — британська генетик
- Лела Віола Бартон (1901—1967) — американська ботанік
- Кетлін Басфорд (1916—1998) — британська ботанік
- Гільдред Мері Батлер (1906—1975) — австралійська мікробіолог
- Аґата ван Бевервійк (1907—1963) — голландська мікологиня
- Джилліан Бейтс — британська біолог
- Валері Берал (1946–) — британська епідемологиня
- Грейс Берлін (1897—1982) — американська дослідниця з екології, орнітології та історії
- Естер Бернс (1867—1946) — американська біолог
- Гладис Блек (1909—1998) — американська орнітологиня
- Аліса Міддлтон Борінг (1883—1955) — американська біолог
- Аннет Френсіс Браун (1911—1968) — американська ентомологиня, експертка з мікролепідоптерії
- Марвалі Вейк (1939 р.) — американська зоологиня
- Йоханна Вестердейк (1883—1961) — нідерландська ботанік, фітопатологиня та мікологиня, перша жінка-професорка в Нідерландах
- Лідія Вілла-Комаров (1947–) — американська молекулярна та клітинна біолог
- Карен Вусден — британська дослідниця раку
- Біруте Галдікас (1946–) — німецька антрополог, приматологиня, захисниця природи, етологиня
- Констанс Ендікотт Гартт (1900—1984) — американська ботанік
- Маргарет Сільвія Гілліланд (1917—1990) — австралійська біохімік
- Еліза Годжсон (1888—1983) — новозеландська ботанік
- Ізабелла Ґордон (1901—1988) — шотландська дослідниця з морської біології
- Сьюзен Грінфілд (1951–) — британська нейрофізіологиня
- Джейн Гудолл (1934–) — посолка миру ООН, приматологиня, етологиня і антрополог з Великої Британії
- Лена Б. Смітерс Гьюз (1905—1987) — американська ботанік
- Віра Данчакова (1879 — близько 1950) — російська анатомка, клітинна біолог та ембріологиня
- Джанет Дарбішир — британська епідемологиня
- Гертруда Кротті Девенпорт (1866—1946) — американська зоологиня та євгеністка
- Софі Шарлотта Дукер (1909—2004) — австралійська ботанік німецького походження
- Сильвія Едлунд (1945—2014) — канадська ботанік
- Катерина Езау (1898—1997) — ботанік. Її класичне дослідження «Анатомія рослин» вважається у світовій науці Біблією анатомії рослин
- Софія Екерсон (1880—1954) — американська ботанік та мікрохімік
- Шарлотта Елліотт (1883—1974) — американська дослідниця рослинної фізіології
- Шарлотта Кортландт Елліс (1874—1956) — американська ботанік
- Рода Ердманн (1870—1935) — німецька біолог з клітинної біології
- Одрі Кан (1905—2008) — австралійська мікробіолог та нутріціоністка
- Елеонора Каротерс (1882—1957) — американська зоологиня, генетик та клітинна біолог
- Рейчел Карсон (1907—1964) — американська біолог, діячка у царині охорони природи, письменниця
- Берта Кейді (1873—1956) — американська дослідниця-ентимологиня
- Едіт Катрін Кеш (1890—1992) — американська мікологиня та ліхенологиня
- Тереза Клей (1911—1995) — британська ентомологиня
- Едіт Клементс (1874—1971) — американська ботанік та ботанічна еколог
- Елзада Кловер (1897—1980) — американська ботанік
- Урсула М. Коггілл — американська біолог та антрополог
- Герті Тереза Корі (1896—1957) — американська біохімік, лауреатка Нобелівської премії з фізіології або медицини 1947 року (спільно з Карлом Корі) «за відкриття каталітичного перетворення глікогену»[2]
- Сюзанна Корі (1942–) — австралійська молекулярна біолог
- Маріан Кошланд (1921—1997) — американська імунолог
- Френсіс Адамс Ле Сьюер (1919—1995) — британська ботанік та орнітологиня
- Марія Кармело Ліко (1927—1985) — бразильська нейронауковиця
- Ґлорія Лім (1930-) — сінгапурська мікологиня
- Маргарет Рід Льюїс (1881—1970) — американська дослідниця клітинної біології та ембріології
- Ліліана Любінська (1904—1990) — польська нейронауковиця
- Юніс Томас Майнер (1899—1993) — американська біолог-дослідниця
- Рут Колвін Старретт МакҐір (1893—1950) — американська вчена з рослинної паталогії
- Барбара Мак-Клінток (1902—1992) — американська цитогенетик, лауреатка Нобелівської премії з фізіології й медицині за відкриття мобільних елементів геному, таких як транспозони[3]
- Енн Макларен (1927—2007) — британська дослідниця з біології розвитку
- Етель Ірен Макленнан (1891—1983) — австралійська ботанік
- Айлін МакКракен (1920—1988) — ірландська ботанік
- Лінн Маргуліс (1938—2011) — американська біолог
- Міша Маховальд (1963—1996) — американська біолог, одна з піонерок в галузі інженерної нейробіології
- Сара Бренгем Метюз (1888—1962) — американська вчена з мікробіології
- Рита Леві-Монтальчині (1909—2012) — італійський нейробіолог, лауреатка Нобелівської премії з фізіології і медицини 1986 року зі Стенлі Коеном за відкриття факторів росту клітин
- Енн Хейвен Морган (1882—1966) — американська зоологиня
- Крістіана Нюсляйн-Фольгард (1942–) — німецька біолог
- Аліса Олдредж (1949-) — американська дослідниця з океанографії
- Іда Шепард Олдройд (1856—1940) — американська дослідниця з конхіології
- Дафна Осборн (1930—2006) — британська ботанік
- Марія Парке (1908—1989) — британська дослідниця з морської ботаніки
- Джейн Е. Паркер (1960–) — британська ботанік
- Ева Дж. Пелл (1948–), американська вчена з рослинної патології
- Теодора Ліле Пранкерд (1878—1939) — британська ботанік
- Джоан Бошамп Проктер (1897—1931) — британська зоологиня
- Джейн С. Райт (1919—2013) — американська онкологиня
- Ф. Гвендолен Ріс (1906—1994) — вельська паразитологиня
- Аніта Робертс (1942—2006) — американська молекулярна біолог
- Едіт А. Робертс (1881—1977) — американська ботанік
- Ґудрун Марі Руд (1882—1958) — норвезька зоологиня
- Іда Сітоле-Ніанг (1957-) — біохімік із Зімбабве
- Маргарет А. Стенлі — британська вірусолог
- Філліс Старкі (1947–) — британська біохімік
- Сара Стюарт (1905—1976) — мексикансько-американська мікробіолог
- Раґнгільд Сундбі (1922—2006) — норвезька зоологиня
- Лоїс Х. Тіффані (1924—2009) — американська мікологиня
- Кетрін Фейє (1965-) — французька генетик
- Една Х. Фосетт (1879—1960) — американська ботанік
- Даян Фоссі (1932—1985) — американська дослідниця з етології, приматології і популяризаторка охорони довкілля
- Марта Чейз (1927—2003) — американська молекулярна біолог
- Вікі Чендлер (1950-) — американська біолог
- Ен Чепман(1937—2009) — новозеландська біолог та лімнологиня
- Мері-Делл Чілтон (1939–) — американська молекулярна біолог
- Єва Шенбек-Темесі (1930—2011) — австрійська ботанік угорського походження
- Газель Шмоль (1890—1990) — американська ботанік-дослідниця
- Маґда Штаудінґер (1902—1997) — латвійсько-німецька біолог та хімік
- Коно Ясуї (1880—1971) — японська клітинна біолог
- Елеонора Енн Янг (1925—2007) — американська дослідниця з харчування

## Геологія
- Зоня Бейбер (1862–1955) – американська географ та геолог
- Еліс Вілсон (1912–2006) – перша жінка-геолог Канади
- Ельза Вільмурдардоттір (1932–2008) – перша жінка-геолог Ісландії
- Маргарита Вільямс (1895-?) – афроамериканська геолог
- Елізабет Амстронг Вуд (1912–2006) – американська геолог
- Мойра Данбар (1918–1999) – шотландсько-канадська гляціологиня
- Вініфред Голдрінг (1888–1971) – американська палеологиня
- Ейлін Гендрікс (1887–1978) – британська геолог
- Едіт Крістан-Толльманн (1934-1995) – австрійська геолог та палеологиня
- Інґе Леманн (1888— 1993) — данська дослідниця з геофізики, сейсмологиня
- Дороте ле Матре (1896–1990) – французька палеологиня
- Карен Кук МакНаллі (1940–2014) – американська сейсмологиня
- Марсія Макнатт (1951–) – американка геофізик
- Еллен Луїза Мерц (1896 — 1987) – данська геофізик
- Етель Шекспір (1871–1946) – британська геолог
- Кетлін Шеррард (1898–1975) – австралійка геолог та палеологиня
- Інес Сіфуентес (1954–2014) – американська сейсмологиня
- Етель Скіт (1865–1939) – британська геолог та палеологиня
- Марйорі Світін (1920–1994) – британська геоморфологиня
- Марі Тарп (1920–2006) – американська геолог та океанографиня
- Елізабет Ф. Фішер (1872–1941) – американська геолог
- Регіна Флезарова (1888-1969) – польська вчена з географії та геології
- Етель Шейкспір (1871–1946) – британська геолог
- Катлін Шеррард (1898–1975) – австралійська геолог та палеологиня
- Рут Шмідт (1916–2014) – американська геолог та палеологиня

## Інженерія
- Френсіс Бредфілд (1896–1967) – британська інженер
- Френсіс Гаґл (1927–1968) – американська інженер
- Кейт Глісон (1865–1933) – американська підприємиця та інженер
- Іда Гольц (1935-) – уругвайська інженер
- Лаура Енн Вілсон (1877–1942) – британська інженер та суфражистка
- Елзі Макджілл (1907-1980) – перша канадійська інженер
- Флоренс Віолет Маккензі (1890 або 1892–1982) – перша австралійська інженер

## Математика
- Герта Маркс Айртон (1854–1923) – британська математик, інженер і винахідниця
- Тетяна Олексіївна Афанасьєва (1876–1964) — голландська і російська математик
- Аніта Борг (1949–2003) – американська науковиця в області комп'ютерних технологій та обчислень
- Дороті Вон (1910–2008) – афроамериканська математик і гауковиця з комп'ютерних технологій
- Франсіс Гардкасл (1866–1941) – британська математик
- Джулія Гіршберг – американська науковиця в галузі комп'ютерних технологій
- Ґрейс Гоппер (1906–1992) — американська вчена в галузі комп'ютерних наук та контр-адміралка військово-морських сил США
- Евелін Бойд Гранвіль (1924–) – афроамериканська математик
- Маріон Камерон Ґрей (1902–1979) – шотландська математик
- Маргарет Кан (1880-1942) – німецька математик та жертва Голокосту
- Мері Картрайт (1900–1998) – британська математик
- Марта Квятковська – польська вчена з комп’ютерних наук
- Людмила Всеволодівна Келдиш (1904–1976) – радянська математик, фахівець з геометричної топології і теорії множин
- Маргарет Анне ЛеМон (born 1946) – американська математик та дослідниця атмосфери
- Маргарита Лер (1898–1987) – американська математик
- Барбара Лісков (1939–) – американська дослідниця-інформатикиня
- Маргарет Міллінгтон (1944–1973) – американська математик
- Манґала Нарлікар (закінчила навчання в 1962 році) – індійська математик
- Роза Петер (1905–1977) – угорська математик
- Карен Спарк Джонс (1935–2007) – британська інформатикиня
- Дороті Мод Рінч (1894–1976) – британська математик та біохімік
- Віра Фаддєєва (1906-1983) – радянська математик
- Аманда Чесселл – британська вчена з комп’ютерних технологій

## Медицина
- Філліс Марджері Андерсон (1901–1957) – австралійська патологоанатомка
- Вірджинія Апгар (1909–1974) – американська акушерська анестезіологиня
- Анна Баетьєр (1899–1984) – американська фізіологиня і токсикологиня
- Дороті Лавінія Браун (1914–2004) – американська хірург
- Елізабет М. Ворд –  американська епідеміологиня
- Елсі Віддоусон (1908–2000) – британська дієтологиня
- Фіона Вуд (1958–) – британсько-австралійська пластична хірург
- Л. Рут Гай (1913–2006) – американська науковиця і патологоанатомка
- Софія Гетцова (1872-1946) – білорусько-ізраїльська патологоанатомка
- Естер Грейшаймер (1891–1982) – американська медична дослідниця
- Карен С. Джонсон (1955) – американська лікарка і фахівець з клінічних випробувань
- Одрі Кан (1905–2008) –  австралійська дієтологиня і мікробіолог
- Елеонора Девіс-Коллі (1874–1934) – британська хірург
- Кріста Костіал-Шімоновіч (1923-2018) – хорватська фізіологиня
- Мері Джин Крік (1937 р.)  – американський нейробіолог
- Нінні Кронберг (1874–1946) – шведська фізіологиня з питань харчування
- Евелін Стокін Кросслін (1919–1991) – американська лікарка
- Еліз Лєсперанс (1878–1958) – американська лікарка та патологоанатомка
- Елейн Марджорі Літтл (1884–1974) – австралійська патологанатомка
- Ганна Сук-Фонг Лок – американська лікарка-гастроентерологиня
- Шарлотта Е. Магуайр (1918—2014) – педіатр Флориди та благодійниця медичної школи
- Хелен Майо (1878–1967)  – австралійська лікарка і піонерка у запобіганні дитячій смертності
- Френсіс Гертруда Макгілл (1882–1959) – канадська судова патологоанатомка
- Елеонора Жозефіна Макдональд (1906–2007) – засновниця досліджень раку та епідеміології раку в Америці
- Катаріна Макфарлан (1877–1969) – американська акушерка та гінеколог
- Луїза Мартіндейл (1872–1966) – британська хірург
- Елеонора Монтегю (нар. 1926) – американська рентгенологиня і радіотерапевт
- Антонія Новелло (1944-) – пуерто-риканська лікарка і генеральна жінка-хірург США
- Енн Ньюман (1955) – експертка з геріатрії та геронтології США
- Доротея Орем (1914–2007) – науковиця з медсестринської справи
- Іда Орсков (1922–2007) – данська бактеріологиня
- Мей Овен (1892–1988) – американська патологоанатомка
- Ангелікі Панайотату (1875–1954) – грецька лікарка і мікробіолог
- Кетлін І. Прітчард (1956-) – канадська онкологиня
- Фріда Робштайт-Робінс (1888–1973) – німецько-американська патологоанатомка
- Ора Мендельсон Розен (1935–1990) – американська медична дослідниця
- Мері Стоупс (1880-1958) – британська письменниця, вчена-палеоботанік, євгенікиня, активістка за права жінок
- Лізе Тірі (1921 р.) – бельгійська вірусолог, сенаторка
- Хелен Родрігес Тріас (1929–2001) – американська педіатр
- Клер Фагін (1926-) – американська дослідниця охорони здоров'я

## Освіта
- Кетлін Яннетт Андерсон (1927–2002) — шотланська біолог
- Сьюзен Блекмор (1951) — англійська дослідниця та популяризаторка теорії мемів
- Флоренс Єлдем (1877–1945) — британська шкільна вчителька історичної арифметики

## Палеоантропологія
- Мері Лікі (1913–1996) – британська антрополог та археолог
- Сюзанна Леклерк (1901–1994) – бельгійська вчена з палеоботаніки, палеонтолог
- Бетті Келлетт Надо (1906–?) – американський палеонтолог

## Психологія
- Марта Е. Берналь (1931–2001) – мексикансько-американська клінічна психолог, перша латиноамериканка, яка здобула докторський ступінь в США
- Лера Бородицька – американська психолінгвістка, спеціалістка з когнітивної науки, професор, дослідниця в сфері мовознавства та пізнання
- Цуруко Гараґучі (1886–1915) – японська психолог
- Мері Ейнсворт (1913–1999) – американо-канадська дослідниця психології розвитку
- Маріанне Зіммель (1923–2010) – німецько-американська психолог
- Маргарет Кеннард (1899–1975) – американська вчена з неврології
- Мамі Кларк (1917–1983) – афроамериканська психолог, активістка за громадянські права
- Грейс Менсон (1893–1967) – американська професійна психолог
- Розалі Рейнер (1898–1935) – американська дослідниця з психології
- Давіда Теллер (1938–2011) – американська психолог
- Гелен Фландерс Дунбар (1902–1959) – дослідниця в галузі психосоматичної медицини
- Чистович Людмила Андріївна (1924–2006) – російська наукова співробітниця, лінгвістка, мовознавиця

## Фізика
- Файе Айзенберг-Селове (1926—2012) — американська ядерна фізик
- Бетсі Анкер-Джонсон (1927–) — американська фізик плазми
- Соня Ашауер (1923—1948) — бразильська фізик
- Ніна Байерс (1930—2014) — американська фізик
- Мілла Бальдо-Чеолін (1924—2011) — італійська фізик
- Тетяна Бірштейн (1928 року народження) — російська молекулярна фізик, спеціалізується на фізиці полімерів
- Марієта Блау (1894—1970) — австрійська фізик
- Лілі Блекер (1897—1985) — голландська фізик
- Кетрін Берр Блоджетт (1898—1979) — американська фізик та хімік
- Крістіан Боннелле — французька фізик, спектроскопістка
- Маргет Гейберг Бозе (1866—1952) — дансько-аргентинська фізик
- Дженні Розенталь Брамлі (1909—1997) — литовсько-американська фізик
- Гаррієт Брукс (1876—1933) — канадська ядерна фізик
- Маріана Вайсманн (нар. 1933) — аргентинська фізик, науковиця з обчислювальної фізики конденсованих речовин
- Ніна Веденеєва (1882—1955) — російська геофізик
- Катаріна Вей (1903—1995) — американська ядерна фізик
- Люсі Вілсон (1888—1980) — американська фізик, працює над оптикою і сприйняттям
- Сау Лан Ву — китайсько-американська фізик
- Леона Вудс (1919—1986) — американська вчена з ядерної фізики
- Мері Гайар (1939–) — американська теоретична фізик, фахівець з фізики елементарних частинок
- Хелен Шеффер Гафф (1883—1913) — американська фізик
- Фанні Гейтс (1872—1931) — американська фізик
- Марія Гепперт-Маєр (1902—1972) — видатна американська фізик
- Ганна фон Гернер (1942—2014) — німецька астрофізик
- Кароліна Герценберг (1932–) — американська фізик
- Суламіф Гольдхабер (1923—1965) — фізик високих енергій та молекулярної спектроскопії
- Гертруда Шарф Гольдхабер (1911—1998) — американська фізик-ядерниця
- Ширлі Енн Джексон (1946–) — американська фізик
- Лорелла М. Джонс (1943—1995) — американська фізик елементарних частинок
- Керол Джордан (1941–) — британська фізик, астроном та астрофізик
- Сесіль Девіт-Морет (1922–) — французька математик і фізик
- Луїза Долан — американська математична фізик, теоретична фізик частинок і теоретик суперструн
- Ненсі М. Дауді (1938–) — американська фізик-ядерниця
- Мілдред Дресселгауз (1930–) — американська професор з фізики та електронної інженерії в МТІ
- Гелен Том Едвардс (1936–) — американська фізик, спеціалістка з фізики прискорювачів
- Магда Еріксон (1929–) — фізик з Тунісу
- Фуміко Йонезава (1938 р.) — японська теоретична фізик
- Рената Каллош (1943–) — російсько-американська теоретична фізик
- Берта Карлик (1904—1990) — австрійська фізик
- Єлизавета Карамігайлова (1897—1968) — болгарська фізик-ядерниця
- Марґарет Ківельсон (нар. 1928) — американська фізик космічної плазми та дослідниця планет
- Хелен Квінн (1943–) — американська фізик елементарних частинок
- Едіт Кімбі (1891—1982) — американська медична дослідниця, лікарка, засновниця ядерної медицини
- Марсія Анна Кіт (1859—1950) — американська фізик
- Патрісія Кладіс (1937–) — канадсько-американська фізик
- Ноемі Бенцер Коллер — австрійсько-американська фізик-ядерниця
- Естер Конуелл (1922–) — американська фізик напівпровідників та провідних полімерів
- Пелагея Яківна Кочина (1899—1999) — радянська математик, гідродинамікиня, динамічна метеорологиня, механікиня
- Іветт Кошуа (1908—1999) — французька фізик
- Доріс Кульманн-Вільсдорф (1922—2010) — німецька металургиня
- Інґе Леманн (1888—1993) — данська сейсмологиня і геофізик
- Елізатеб Ребекка Лерд (1874—1969) — канадська фізик
- Джулієт Лі-Франціні (1933—2014) — американська фізик
- Кетлін Лонгсдейл (1903—1971) — британська фізик
- Ліза Майтнер (1878—1968) — австрійська ядерна фізик
- Маргарет Еліза Малтбі (1860—1944) — американська фізик
- Мілева Марич (1875—1948) — сербська фізик
- Ніна Маркович — хорватська фізик
- Гелен Меґав (1907—2002) — ірландська фізик
- Кірстіна Мейер (1861—1941) — данська фізик
- Луїза Мейер-Шутцмейстер (1915—1981) — німецька фізик
- Кіара Наппі — італійська фізик
- Енн Нельсон (1958–) — американська фізик
- Еммі Нетер (1882—1935) — видатна німецька математик з внеском у абстрактну алгебру і теоретичну фізику
- Марсія Нейгебауер (1932) — американська геофізик, спеціалістка з фізики космічної плазми
- Ґертруд Неймарк (1927—2010) — американська фізик
- Іда Ноддак (1896—1978) — німецька фізик та хімік, фахівець у галузі геохімії та радіохімії
- Марґеріт Перей (1909—1975) — французька фізик, студентка Марії Кюрі
- Агнес Покельс (1862—1935) — німецька фізик та хімік
- Афрідіта Вевечка Прифтай (1948—2017) — албанська фізик
- Ліза Рендалл (1962–) — американська фізик
- Міріам Сарачик (1933–) — американська фізик
- Берта Сверлс (1903—1999) — британська фізик
- Сіте Сей (1921—2000) — китайська фізик
- Йоганна Левельт Сенгерс — голландська фізик
- Біце Сеці-Зорн (1928—1984) — італійська-американська ядерна фізик
- Герта Спонер (1895—1968) — німецько-америнська фізікиня та хімік
- Ізабель Стоун (1868—1944) — американська фізик
- Едіт Енн Стоуні (1869—1938) — англо-ірландська вчена з медичної фізики
- Юаса Тосіко (1909—1980) — японська вчена з ядерної фізики
- Мельба Ньювел Філіпс (1907—2004) — американська фізик
- Гейл Хансон (1947–) — американська фізик високої енергії
- Еванс Хейвард (1922–) — американська фізик
- Едіт Фаркаш (1921—1993) — новозелландська дослідниця Антарктики угорського походження, метеорологиня
- Джоан Фейнман (1927-) — американська гео- і астрофізик, зробила значний внесок у вивчення сонячного вітру і його впливу на магнітосферу Землі
- Урсула Франклін (1921–) — канадсько-німецька фізик, дослідниця
- Джуді Франц (1938–) — американська фізик
- Джоан Мей Фрімен (1918—1998) — австралійська фізик
- Філліс С. Фрейер (1921—1992) — американська астрофізик
- Ву Цзяньсюн (1912—1997) — китайсько-американська фізик
- Івон Шокет-Бруат (1923–) — французька фізик
- Розалін Сасмен Ялоу (1921—2011) — американська біофізик

## Хімія
- Марія Аббраччіо (1956-) – італійська фармакологиня
- Барбара Аскінс (1939-) – американська хімік
- Еліс Бол (1892–1916) – американська хімік
- Енн Белофф-Чейн (1921–1991) – британська біохімік
- Жаннетта Браун (нар. 1934) – американська хімік, письменниця
- Анна Джейн Гаррісон (1912–1998) – американська органічна хімік, професор з хімії
- Еллен Глейдіч (1879–1968) – норвезька радіохімік
- Дженні Глускер (1931 р.) – британська біохімік
- Дороті Кроуфут Годжкін (1910—1994) — британська біохімік
- Мойра Ленор Дайнон (1920–1976) — австралійська хімік
- Мері Кемпбелл Доубарн (1902–1982) — австралійська біохімік
- Гертруда Белл Елайон (1918–1999) – американська біохімік, фармакологиня
- Клара Іммервар (1870–1915) — німецька хімік єврейського походження, дослідниця в галузі фізичної хімії
- Стефані Кволек (1923–2014) –  американська хімік польського походження
- Астрід Клеве (1875–1968) – шведська ботанік, геолог та хімік
- Сета Коулман-Каммула (1950-) – індійська хімік
- Чіка Курода (1884–1968) – японська хімік
- Ірен Жоліо-Кюрі (1897–1956) — французька хімік, лауреатка Нобелівської премії 1935 року (з Фредеріком Жоліо), старша дочка Марії Склодовської-Кюрі та П'єра Кюрі
- Марія Склодовська-Кюрі (1867–1934) – французька хімік, фізик, викладачка, громадська діячка польського походження. Двократна нобелівська лауреатка, відкривачка радіоактивності
- Лідія Лєпіна (1891–1985) – латвійська хімік
- Грейс Медес (1886–1967) – американська біохімік
- Крістіна Міллер (1899–2001) – шотландська хімік
- Іда Ноддак (1896—1978) — німецька фізик та хімік, фахівець у галузі геохімії та радіохімії
- Муріел Велдейл Онслов (1880–1932) — британська біохімік
- Хелен Т. Парсонс (1886–1977) — американська біохімік
- Неллі М. Пейн (1900–1990) — американська ентомологиня та сільськогосподарська хімік
- Даршан Ранганатан (1941–2001) — індійська органічна хімік
- Мілдред Ребсток (1919–2011) — американська фармакологічна хімік
- Грейс Оладунні Тейлор — нігерійська біохімік
- Марія Телкеш (1900 —1995) — угорсько-американська науковиця, винахідниця, працювала над технологіями сонячної енергії
- Жан Томас — британська біохімік
- Патсі Шерман (1930–2008) — американська хімік
- Марія Шиманська (1922–1995) — латвійська хімік польського походження
- Гвендолін Вілсон Фаулер (1907–1997) — американська хімік, перша ліцензована афроамериканка-фармацевтка
- Розалінд Франклін (1920–1957) – британська біофізик і кристалографка
- Мічійо Цуджімура (1888–1969) – японська біохімік, дослідниця в області сільського господарства